# Дуду, Бенджамин-Павел
Бенджамин-Павел Дуду (род. 29 апреля 1991, Светлогорск, Гомельская область, Белорусская ССР, СССР) — российский и белорусский профессиональный баскетболист, играющий на позиции лёгкого форварда.

## Карьера
Дуду родился в белорусском городе Светлогорск. Сразу после рождения семья Дуду уехала в Гану, откуда родом отец Бенджамина, и жила в городе Кумаси на протяжении 5 лет. Там же родилась и его младшая сестра Ольга (второе имя — Наа-Асаребия).
Когда родители Бенджамина развелись, он с сестрой и мамой вернулся в Беларусь, где стал тренироваться в баскетбольной секции. После одного из молодёжных турниров его заметили тренеры из «Химок» и пригласили в подмосковную команду.
В сезоне 2013/2014 Дуду, в составе молодёжной команды «Химки», стал чемпионом Единой молодёжной лиги ВТБ.
В 2014 году перешёл в московское «Динамо». В составе команды Бенджамин-Павел выиграл бронзовые медали Суперлиги и стал серебряным призёром Кубка России.
В марте 2016 года стал игроком «Буревестника». По окончании сезона 2015/2016, Дуду продлил контракт с клубом ещё на один сезон. В ноябре 2016 года Бенджамин и ярославский клуб расторгли контракт по обоюдному согласию.
С 2017 по 2020 год Дуду выступал за «Борисфен», с которым дважды стал серебряным призёром чемпионата Беларуси и бронзовым призёром Евразийской лиги.
В октябре 2019 года Дуду получил право выступать за сборную Беларуси, дебютировал в сборной  в феврале 2020 года.
С июля 2020 по ноябрь 2024 года Дуду выступал за клуб «Цмоки-Минск» / БК «Минск», неоднократно выигрывал с ним чемпионат и Кубок Беларуси. В декабре 2024 года перешёл в «Гродно-93».

## Достижения
- Бронзовый призёр Евразийской лиги: 2019/2020
- Чемпион Беларуси (6): 2019/2020, 2020/2021, 2021/2022, 2022/2023, 2023/2024, 2024/2025
- Серебряный призёр чемпионата Беларуси (2): 2017/2018, 2018/2019
- Бронзовый призёр Суперлиги: 2014/2015
- Обладатель Кубка Беларуси (3): 2020, 2021, 2022
- Серебряный призёр Кубка Беларуси (4): 2017, 2018, 2019, 2024
- Серебряный призёр Кубка России: 2014/2015
- Чемпион Единой молодёжной лиги ВТБ: 2013/2014